# Kelly Pavlik
Kelly Pavlik (n. Youngstown, Ohio, Estados Unidos, 5 de abril de 1982) es un boxeador profesional estadounidense. El 29 de septiembre de 2007 se coronó campeón mundial lineal, del Consejo Mundial de Boxeo (CMB) y de la Organización Mundial de Boxeo (OMB) en peso mediano al derrotar a Jermain Taylor. Perdió sus títulos el 17 de abril de 2010 ante Sergio "Maravilla" Martínez, luego de defenderlo tres veces. Entre junio y septiembre del 2008 la revista The Ring lo clasificó como el séptimo boxeador libra por libra del mundo.

## Biografía
Conocido como "El fantasma", Pavlik creció en el lado sur de Youngstown, Ohio, en el tradicional barrio étnico eslovaco de Lansingville, se graduó en Lowellville High School y Mahoning County School mixto de la profesional en el año 2000. Pavlik ha sido entrenado por Jack Loew de gimnasio de boxeo de lado de Youngstown sur para toda su carrera. Su lealtad a su barrio y su estilo de vida sin pretensiones, le han ganado elogios dentro y fuera del mundo del boxeo. 

## Carrera profesional
Pavlik se volvió profesional en el año 2000 y ganó sus primeras 26 peleas antes de intensificar en competencia el 7 de octubre de 2005, para enfrentarse a Fulgencio Zúñiga por el vacante título de peso mediano de NABF. Zúñiga anotó un knockdown con un gancho de izquierda en la primera ronda, pero Pavlik se recuperó rápidamente y dominó el resto de la lucha. Zúñiga fue cortado sobre su ojo derecho por un choque de cabezas y su esquina detuvo la lucha después del noveno asalto.
Derrotó el 7 de julio de 2006 al ex campeón de peso mediano junior WBO Bronco McKart por nocaut técnico en el sexto asalto en su primera defensa de su título de peso mediano de la NABF. Pavlik había derribado McKart dos veces en el sexto asalto antes de que el árbitro detuviera la lucha. Pavlik encabezó en su ciudad natal en el centro de Covelli el 2 de noviembre de 2006 y en una actuación dominante contra Lenord Pierre. Pavlik anotó un nocaut con la mano derecha a finales del primer asalto y sacudió a Pierre repetidamente en el segundo y el tercer asalto. Pavlik derribó a Pierre nuevamente con un gancho izquierdo en la cuarta ronda, y el árbitro detuvo la lucha.
El 27 de enero de 2007, en Anaheim, California, Pavlik derrotó a Jose Luis Zertuche por nocaut en el octavo asalto en su segunda y última defensa de su título de peso mediano de NABF. Fue una lucha de ritmo rápido y emocionante que concluyó cuando Pavlik descargó una mano derecha que congeló a Zertuche en sus pistas y, a continuación, aterrizó un uppercut que lo noquea en la lona.

### Pavlik vs Edison Miranda
Derrotó a Edison Miranda el 19 de mayo de 2007, por nocaut técnico en el séptimo asalto. La lucha fue un combate de eliminación del Consejo Mundial de Boxeo. Esta lucha lo estableció como el contendiente de peso medio nº 1. Durante el sexto asalto, Pavlik golpeó a Miranda hasta la lona dos veces. Después del primer nocaut, Miranda escupía a su portavoz, causando el árbitro Steve Smoger a deducir un punto. Como la sexta ronda terminó, Miranda parecía incapaz de continuar, pero sin embargo salió. En el séptimo asalto, Pavlik atrapó a Miranda en una esquina con un aluvión de golpes, obligando a Smoger a detener la lucha.

### Pavlik vs Jermain Taylor
En Atlantic City, Nueva Jersey, en frente de una multitud a favor de Pavlik (aproximadamente 6.000 Youngstown nativos hicieron el viaje), derrotó a Jermain Taylor, el 29 de septiembre de 2007. En el previo de la pelea, su entrenador Emmanuel Steward prometió un nocaut para su boxeador. Fue derribado en el segundo asalto y se arrojó sobre el anillo durante gran parte de esa ronda. Sin embargo, Pavlik lentamente con su ventaja de alcance y capacidad para atrapar a opositores en la esquina, volvió la marea de Taylor. En la séptima ronda, Pavlik sorprendió a su oponente con un gancho izquierdo limpio a la barbilla y lo apoyaron contra las cuerdas noqueó a Taylor con una lluvia de golpes. Con la victoria, se convirtió en el campeón, CMB, y OMB peso mediano. Posteriormente fue nombrado el boxeador del año en 2007. Después de la derrota, Taylor activó su cláusula para una revancha (no era por el título), que se celebró el 16 de febrero en el MGM Grand en Las Vegas. Pavlik ganó la lucha por decisión unánime (117-111, 116-112, 115-113), entregando a Taylor su segunda derrota. 

### Pavlik vs Gary Lockett
Pavlik hizo su primera defensa del título de la corona de peso mediano contra el retador de OMB Gary Lockett, el 7 de junio de 2008, en el Boardwalk Hall en Atlantic City. Pavlik derrotó a Lockett por nocaut técnico en el tercer asalto después de Enzo Calzaghe, entrenador de Gary Lockett, tiró la toalla después de Lockett fue tirado por tercera vez en la lucha.

### Pavlik vs Bernard Hopkins
En un combate donde no se expuso ningún título, fue televisado a todo Estados Unidos por HBO, el 18 de octubre de 2008, se enfrentó al pugilista de 43 años de edad Bernard Hopkins (49-5-1 con 32 KO), que ganó por decisión unánime sobre Pavlik. Hopkins y Pavlik pelearon en el límite superior de semipesado doce asaltos. Hopkins dominó toda la lucha con múltiples combinaciones de golpes, buena defensa y movimiento. Ambos boxeadores luchaban después de la campana y necesitan ser separados por sus esquinas.

### Pavlik vs Marco Rubio
El 21 de febrero de 2009, su primer combate después de su derrota frente a Hopkins, derrotó a Marco Antonio Rubio en su ciudad natal de Youngstown, Ohio, en el centro de Chevy. Pavlik venció en el final del noveno asalto. Pavlik dominó la lucha, obligando a la esquina del Rubio a conceder el combate antes del inicio de la décima ronda.

### Pavlik vs Miguel Espino
Pavlik peleó contra el contendiente mexicano Miguel Espino, el 19 de diciembre de 2009 en el centro de Beeghly en el campus de la Universidad Estatal de Youngstown y ganó en un escaso primer asalto de la pelea con un contundente nocaut.

### Pavlik vs Sergio Martínez
El 15 de abril de 2010 en el Boardwalk Hall de Atlantic City se celebró la pelea contra Sergio Gabriel Martínez donde Martínez ganó por decisión unánime y Pavlik perdió los campeonatos mundiales medios del CMB y la OMB. En la pelea el "Maravilla" dominó a Pavlik excepto desde el quinto asalto al octavo, donde Pavlik derribó dos veces a Martínez, una por resbalón y otra por sus golpes. Desde el octavo asalto Pavlik lució una cara sangrada debido a dos cortes en las cejas debido a los golpes de Martínez. Al finalizar la pelea los jueces declararon ganador a Sergio "Maravilla" Martínez por decisión unánime. Se habló que Martínez le daría una revancha a Pavlik.

## Récord Profesional
| 40 Ganadas (34 knockouts), 2 Derrotas |        |                     |      |              |            |                           |                                                               |
| Res.                                  | Record | Oponente            | Tipo | Rd., Tiempo  | Datos      | Localidad                 | Notas                                                         |
| G                                     | 40–2   | Will Rosinsky       | UD   | 10 (12)      | 2012-07-07 | Carson, California        |                                                               |
| G                                     | 39–2   | Scott Sigmon        | TKO  | 12           | 2012-06-08 | Las Vegas, Nevada         |                                                               |
| G                                     | 38–2   | Aaron Jaco          | TKO  | 2 (10)       | 2012-03-31 | San Antonio               |                                                               |
| G                                     | 37–2   | Alfonso Lopez       | MD   | 10 (10)      | 2011-05-07 | Las Vegas, Nevada         |                                                               |
| D                                     | 36–2   | Sergio Martínez     | UD   | 12 (12)      | 2010-04-17 | Atlantic City, New Jersey | Pierde títulos The Ring, CMB y OMB peso mediano.              |
| G                                     | 36–1   | Miguel Espino       | TKO  | 5 (12), 1:44 | 2009-12-19 | Youngstown, Ohio          | Retiene títulos The Ring, CMB y OMB peso mediano.             |
| G                                     | 35–1   | Marco Antonio Rubio | RTD  | 9 (12)       | 2009-02-21 | Youngstown, Ohio          | Retiene títulos The Ring, CMB y OMB peso mediano.             |
| D                                     | 34–1   | Bernard Hopkins     | UD   | 12 (12)      | 2008-10-18 | Atlantic City, New Jersey |                                                               |
| G                                     | 34–0   | Gary Lockett        | TKO  | 3 (12), 1:40 | 2008-06-07 | Atlantic City, New Jersey | Retiene títulos The Ring, CMB y OMB peso mediano.             |
| G                                     | 33–0   | Jermain Taylor      | UD   | 12 (12)      | 2008-02-16 | Las Vegas, Nevada         |                                                               |
| G                                     | 32–0   | Jermain Taylor      | TKO  | 7 (12), 2:14 | 2007-09-29 | Atlantic City, New Jersey | Gana títulos The Ring, CMB y OMB peso mediano.                |
| G                                     | 31–0   | Edison Miranda      | TKO  | 7 (12), 1:54 | 2007-05-19 | Memphis, Tennessee        | Gana pelea eliminatoria por el título del \|CMB Peso mediano. |
| G                                     | 30–0   | José Luis Zertuche  | KO   | 8 (12), 1:40 | 2007-01-27 | Anaheim, California       | Retiene título vacante NABF Peso mediano.                     |
| G                                     | 29–0   | Lenord Pierre       | TKO  | 4 (12), 0:46 | 2006-11-02 | Youngstown, Ohio          |                                                               |
| G                                     | 28–0   | Bronco McKart       | TKO  | 6 (12), 2:45 | 2006-07-27 | Uncasville, Connecticut   | Retiene título vacante NABF Peso mediano .                    |
| G                                     | 27–0   | Fulgencio Zúñiga    | TKO  | 9 (12), 3:00 | 2005-10-07 | Las Vegas, Nevada         | Gana título vacante NABF Peso mediano .                       |
| G                                     | 26–0   | Vincent Harris      | TKO  | 2 (8), 2:19  | 2005-08-26 | Houston, Texas            |                                                               |
| G                                     | 25–0   | Daniel Neal         | TKO  | 1 (8), 1:49  | 2005-06-10 | Chicago, Illinois         |                                                               |
| G                                     | 24–0   | Dorian Beaupierre   | TKO  | 2 (10), 2:35 | 2005-03-04 | Choctaw, Misisipi         |                                                               |
| G                                     | 23–0   | Ross Thompson       | UD   | 8 (8)        | 2004-11-27 | Las Vegas, Nevada         |                                                               |
| G                                     | 22–0   | Carlton Holland     | KO   | 2 (8), 2:59  | 2004-09-18 | Las Vegas, Nevada         |                                                               |
| G                                     | 21–0   | Pedro Ortega        | TKO  | 6 (10)       | 2004-07-02 | Struthers, Ohio           |                                                               |
| G                                     | 20–0   | Roberto Baro        | KO   | 2 (8), 2:16  | 2004-03-26 | Phoenix, Arizona          |                                                               |
| G                                     | 19–0   | Anthony Ivory       | UD   | 8 (8)        | 2004-01-23 | Kansas City, Misuri       |                                                               |
| G                                     | 18–0   | Rico Cason          | KO   | 2 (10), 2:02 | 2003-07-01 | Niles, Ohio               |                                                               |
| G                                     | 17–0   | César Ávila         | TKO  | 6 (6), 2:00  | 2003-03-22 | Las Vegas, Nevada         |                                                               |
| G                                     | 16–0   | Eduardo Gutiérrez   | TKO  | 2 (6), 2:59  | 2003-02-08 | Las Vegas, Nevada         |                                                               |
| G                                     | 15–0   | Edson Madrid        | UD   | 6 (6)        | 2002-09-14 | Las Vegas, Nevada         |                                                               |
| G                                     | 14–0   | Abel Hernandez      | TKO  | 1 (6), 2:54  | 2002-07-30 | Concho, Oklahoma          |                                                               |
| G                                     | 13–0   | Eric Olds           | KO   | 1 (6), 2:45  | 2002-06-21 | Las Vegas, Nevada         |                                                               |
| G                                     | 12–0   | Robert Dasoyan      | KO   | 2 (6), 2:15  | 2002-02-23 | Las Vegas, Nevada         |                                                               |
| G                                     | 11–0   | Rob Bleakley        | KO   | 2 (8), 1:56  | 2001-11-21 | Youngstown, Ohio          |                                                               |
| G                                     | 10–0   | Mario Lopez         | TKO  | 2 (6), 1:42  | 2001-08-04 | Las Vegas, Nevada         |                                                               |
| G                                     | 9–0    | Grady Brewer        | TKO  | 2 (4), 2:48  | 2001-06-08 | Baraboo, Wisconsin        |                                                               |
| G                                     | 8–0    | Tommy Walker        | TKO  | 1 (4), 2:46  | 2001-03-23 | Owensboro, Kentucky       |                                                               |
| G                                     | 7–0    | Mathias Bedburdick  | TKO  | 3 (4), 2:43  | 2001-02-04 | Concho, Oklahoma          |                                                               |
| G                                     | 6–0    | Cedric Johnson      | TKO  | 2 (4), 1:54  | 2000-12-15 | Madison, Wisconsin        |                                                               |
| G                                     | 5–0    | Lafayette Randolph  | TKO  | 2 (4), 1:48  | 2000-11-17 | Reno, Nevada              |                                                               |
| G                                     | 4–0    | Anthony Collier     | TKO  | 1 (4)        | 2000-10-15 | Nashville, Tennessee      |                                                               |
| G                                     | 3–0    | Frankie Sánchez     | TKO  | 1 (4), 1:59  | 2000-09-15 | Denver, Colorado          |                                                               |
| G                                     | 2–0    | Nelson Hernández    | TKO  | 1 (4)        | 2000-08-05 | Madison, Wisconsin        |                                                               |
| G                                     | 1–0    | Eric Benito Tzand   | TKO  | 3 (4)        | 2000-06-16 | Indio, California         | Debut profesional.                                            |